# 빌 챔플린
빌 챔플린(영어: Bill Champplin, 1947년 5월 21일 ~ )은 미국의 가수, 음악가, 편곡가, 프로듀서, 작곡가이다. 그는 1965년에 밴드 선즈 오브 챔플린을 결성했고, 1981년부터 2009년까지 밴드 시카고의 멤버로 활동했다. 그는 1980년대 시카고의 가장 큰 히트곡들 중 세 개인 1984년의 〈Hard Habit to Break〉와 1988년의 〈Look Away〉와 〈I Don't Wanna Live Without Your Love〉에서 리드 보컬을 맡았다. 라이브 쇼 동안 그는 1978년 사망한 오리지널 기타리스트 테리 캐스가 만든 바리톤 보컬 파트를 연주했다. 그는 작곡으로 그래미 어워드를 여러 번 수상했다.

## 초기 경력
어린 시절, 챔플린은 피아노에 재능을 보였고 엘비스 프레슬리에게 영감을 받은 후 마침내 기타를 배웠다. 그는 캘리포니아주 밀밸리에 있는 타말피스 고등학교에서 아퍼짓 식스라는 밴드를 시작했다. 그 후 그는 대학에서 음악을 공부했지만 교수의 격려를 받아 중퇴하고 전문적으로 음악을 추구했다.